# Josep Maria Francàs i Portí
Josep Maria Francàs i Portí (Manresa, 4 de setembre de 1955) és un biòleg, professor, editorialista i polític català, diputat al Parlament de Catalunya en la IV Legislatura.

## Biografia
Llicenciat en biologia per la Universitat de Barcelona i vinculat a l'Opus Dei, és professor de biologia de l'educació a la facultat de ciències de l'educació de la Universitat Autònoma de Barcelona, director editorial de l'Editorial Labor i director de la revista Trámite Parlamentario y Municipal del grup Intereconomía. Ha escrit diversos articles sobre educació i des de 1990 és membre de la Sociedad Española de Pedagogía.
Milità inicialment a les joventuts de CDC però el 1994 ingressà al Partit Popular, amb el que fou escollit regidor de l'ajuntament de l'Hospitalet de Llobregat el 1995 i diputat a les eleccions al Parlament de Catalunya de 1995. Ha estat membre de les Comissions d'Indústria, Energia, Comerç i Turisme, de Política Cultural i d'Estudi sobre la Sida.
Actualment és Vocal de la Junta de Govern del Col·legi Oficial de Doctors i Llicenciats de Catalunya.

## Obres
- Educación multicultural. Una consecuencia en la evolución del Homo Sapiens (1992)
- El sida (1992)
- Bases biológicas en organitzación escolar (1993)
- Evaluación del nivel de información sobre el sida en la educación secundaria (1994)